# Stora Ormtjärnen (Karlskoga socken, Värmland)
Stora Ormtjärnen är en sjö i Karlskoga kommun i Värmland och ingår i Göta älvs huvudavrinningsområde. Sjön är 7 meter djup, har en yta på 0,034 kvadratkilometer och befinner sig 252 meter över havet.